# Taieiras
Taieiras são grupos formados em sua maioria por mulheres (geralmente de características afrodescendentes), que dançam e cantam predominantemente em homenagem a São Benedito e Nossa Senhora do Rosário.

## Descrição
A primeira referência às Taieiras é feita por Francisco Calmon, ao descrever a festa realizada na vila de Nossa Senhora da Purificação e Santo Amaro, na Bahia, em 1760, na Relação das Faustissimas Festas, que celebrou a Câmera da Villa de N. Senhora da Purificação, e Santo Amaro da Comarca da Bahia . Todavia o primeiro verso de breve descrição das taieiras só é fornecido por Sílvio Romero em 1883 . Posteriormente, diversos outros pesquisadores da cultura popular, folclore e etnomusicologia têm se dedicado ao estudo dessa manifestação popular, sejam poucas linhas em estudos gerais sobre o folclore brasileiro

, ou capítulos e livros inteiros sobre grupos específicos de Taieiras.

Os grupos de Taieiras se incluem entre os reinados (Ver Melo, 1908: 53 ; e Andrade, 1982: 53 ), onde estão também os Congos, Congadas e Maracatu. São formados pelo Rei e pela Rainha (às vezes são duas), acompanhantes dos mesmos, as taieiras (dançarinas com vestidos brancos enfeitados de fitas coloridas), e instrumentistas. Esses são geralmente compostos por um tocador de tambor, e ganzás manipulados pelas taieiras, mas isto pode variar a depender do grupo, havendo grupos que utilizam o acompanhamento de trio de pífano .
As Taieiras fazem parte dos grupos originários no Ciclo do Natal, e geralmente se apresentam no dia 06 de Janeiro (Dia de Reis). Todavia, nem todos os grupos de Taieiras estão atrelados somente às datas festivas do calendário católico. “Festivais de cultura”, “encontros folclóricos” e festas particulares também se tornaram um bom pretexto para os grupos de Taieiras se apresentarem.